# Geokichla
Geokichla är ett släkte i familjen trastar inom ordningen tättingar. Tidigare inkluderades det i Zoothera, men flera DNA-studier visar att de står närmare bland andra trastarna i Turdus. Geokichla omfattar 21 arter som förekommer i stora delar av Asien och i Afrika söder om Sahara:
- Sibirisk trast (G. sibirica)
- Broktrast (G. wardii)
- Fläcktrast (G. guttata)
- Svartörad trast (G. camaronensis)
- Gråbrun trast (G. princei)
- Svartkindad trast (G. crossleyi)
- Kongotrast (G. oberlaenderi)
- Orangebröstad trast (G. piaggiae)
- Bantutrast (G. gurneyi)
- Fläckvingad trast (G. spiloptera)
- Filippintrast (G. cinerea)
- Burutrast (G. dumasi)
- Seramtrast (G. joiceyi)
- Brunkronad trast (G. interpres)
- Engganotrast (G. leucolaema)
- Harlekintrast (G. dohertyi)
- Timortrast (G. peronii)
- Tanimbartrast (G. schistacea)
- Brunryggig trast (G. erythronota)
- Vitörad trast (G. mendeni)
- Orangehuvad trast (G. citrina)

Ytterligare en art finns beskriven, mauritiustrast (Geokichla longitarsus), som dog ut under holocen.